# Уилкинс, Морис
Мо́рис Хью Фре́дерик Уи́лкинс (англ. Maurice Hugh Frederick Wilkins, 15 декабря 1916[…], Понгароа — 5 октября 2004[…], Блэкхит) — английский физик и молекулярный биолог, лауреат Нобелевской премии по физиологии и медицине 1962 года (совместно с Джеймсом Уотсоном и Фрэнсисом Криком) «за открытия, касающиеся молекулярной структуры нуклеиновых кислот и их значения для передачи информации в живой материи». Внёс вклад в такие области научного знания, как фосфоресценция, разделение изотопов, оптическая микроскопия и рентгеноструктурный анализ, а также усовершенствовал радар. Морис Уилкинс широко известен благодаря работе по определению структуры ДНК в Королевском колледже Лондонского университета (King’s College London).
Член Лондонского королевского общества (1959).

## Рождение и начальное образование
Уилкинс родился в Понгароа, Новая Зеландия, где его отец, Эдгар Генри Уилкинс, работал врачом. Его семья переехала туда из Дублина, где его дедушки по отцовской и материнской линии были, соответственно, директором Дублинской высшей школы и начальником полицейского участка. Уилкинсы переехали в Бирмингем, Англия, когда Морису было 6 лет. Позднее он посещал Уайлд Грин Колледж (Wylde Green College), затем учился в школе имени короля Эдуарда (King Edward’s School) с 1929 по 1935.

## Академическая карьера, 1936—50
Уилкинс поступил в колледж Св. Иоанна, Кембридж, в 1935. Он изучал физику, успешно сдал экзамен для получения отличия по естественным наукам и получил степень бакалавра в 1938. Одним из преподавателей Уилкинса в колледже Св. Джона был Марк Олифант, который получил кафедру физики в Бирмингемском университете и назначил Джона Рэндалла своим сотрудником. Уилкинс стал аспирантом Рэндалла в Бирмингемском университете. В 1945 они опубликовали три статьи в трудах Королевского общества по фосфоресценции и электронным ловушкам. За эти работы Уилкинс получил докторскую степень.
Во время Второй мировой войны Уилкинс усовершенствовал радиолокационные завесы в Бирмингеме, затем работал над разделением изотопов в «Проекте Манхэттен» в Калифорнийском университете в Беркли (1944—1945).
Между тем, Рэндалл был приглашён на кафедру физики в Сент-Эндрюсский университет, Шотландия. В 1945 он назначил Уилкинса на должность ассистента в отдел биофизики в Сент-Эндрюсском университете. Рэндалл вёл переговоры с Советом по медицинским исследованиям (Medical Research Council, MRC) о создании лаборатории по применению экспериментальных физических методов к биологическим проблемам (объединение этих двух дисциплин в биофизику было в то время новой идеей). В 1946 Рэндалл был назначен профессором физики в Уитстоне при Королевском колледже Лондонского университета, где Советом по медицинским исследованиям было основано отделение биофизики. Он привёл с собой Уилкинса в качестве помощника директора отделения. Кроме того, были приглашены исследователи, опытные как в физической, так и биологической областях знаний. Предполагалось охватить одновременно как можно большее число научных методов для того, чтобы найти из них наиболее многообещающий и сфокусироваться на нём. Уилкинс, как учёный с наиболее широким опытом работы в физических науках и помощник директора отделения, имел основные представления о разнообразных проектах помимо тех, которые были непосредственно в его ведении, включая несколько видов оптической микроскопии. Королевский колледж получил финансирование на строительство совершенно новых кафедр физики и инженерии, чьи хранилища были разрушены бомбёжками во время войны. Отделение биофизики, которое включало в себя несколько экспериментальных и одну теоретическую группу, переехало в новые здания в начале 1952 года. Официально лаборатории были открыты лордом Черуэллом 27 июня. Статья Уилкинса в журнале Nature описывает две кафедры (физики и инженерии), что согласуется с его лидирующей ролью в Колледже.

## Первый этап работы с ДНК, 1948—50
В Королевском Колледже Уилкинс занимался, помимо всего прочего, рентгеноструктурным анализом препаратов спермы барана и ДНК, полученной из тимуса телёнка швейцарским учёным Рудольфом Сигнером. ДНК из лаборатории Сигнера была более целой, чем получаемая ранее. Уилкинс обнаружил, что из концентрированного раствора этого препарата ДНК возможно получение тонких волокон, содержащих высокоупорядоченную ДНК, необходимую для получения дифракционных снимков. Используя тщательно свёрнутые волокна ДНК и поддерживая их гидратированное состояние, Уилкинс и его ученик Рэймонд Гослинг (Raymond Gosling) получили рентгеновские снимки, которые показали, что длинные тонкие молекулы ДНК в образцах Сигнера имеют регулярную структуру, подобную кристаллической. Гослинг позднее сказал: «Тот момент, когда …я впервые увидел эти чёткие дифракционные максимумы, …проступающие на плёнке в проявочном растворе, был настоящим открытием, эврикой… Мы поняли, что если ДНК — это генетический материал, то мы показали, что гены могут кристаллизоваться!»
Начальный этап работы с рентгеновской дифракцией на ДНК в Королевском колледже был сделан в мае или июне 1950. Один из рентгеновских снимков, полученных в это время, продемонстрированных на конференции в Неаполе в 1951 году, заинтересовал Джеймса Уотсона и побудил его написать: «Внезапно я был восхищён химией… Я начал размышлять, могу ли я присоединиться к работе Уилкинса с ДНК». В это же время Уилкинс также познакомил Фрэнсиса Крика с важностью исследований ДНК. Крик посоветовал ему работать с белками со словами: «Хорошо было бы вам найти себе хороший белок».
Уилкинс знал, что точный эксперимент с волокнами очищенной ДНК требует более совершенного рентгеновского оборудования. Для этого он приобрёл новую рентгеновскую трубку и микрокамеру. Он также предложил Рэндаллу, чтобы Розалинд Франклин, которую скоро должны были пригласить на работу над белковыми растворами, присоединилась бы к исследованию ДНК.
Летом 1950 года Рэндалл договорился об исследовательском сотрудничестве в течение трёх лет, которое могло привлечь Розалинд Франклин в его лабораторию. Франклин же задерживалась, заканчивая свою работу в Париже. В конце 1950 года Рэндалл написал Франклин, сообщая, что она не должна упустить возможность продолжить начатую Уилкинсом работу и сделать рентгеновское исследование волокон ДНК, полученных Сигнером.

## Розалинд Франклин в Королевском колледже
В начале 1951 года Франклин окончательно прибыла в Королевский колледж. Уилкинс был в отпуске и не присутствовал на приветственном собрании, на котором Рэймонд Гослинг замещал его вместе с Александром Стоксом (Alex Stokes). Последний должен был создать фундаментальную математическую теорию, которая объясняет, как спиральная структура преломляет рентгеновские лучи. Никто в лаборатории не работал в то время с ДНК в течение нескольких месяцев; новая рентгеновская трубка простаивала в ожидании Франклин. Она закончила эксперимент с ДНК из лаборатории Сигнера, Гослинг стал работать под её началом в качестве аспиранта (англ. PhD student), и Франклин была в полной уверенности, что проектом по рентгеновской дифракции ДНК руководит она. С другой стороны, Уилкинс, вернувшись в лабораторию из отпуска, был уверен, что Франклин будет сотрудничать с ним и что они будут работать вместе над начатым им проектом по ДНК.
Путаница в том, какую роль сыграли Франклин и Уилкинс в попытках разрешить структуру ДНК, позднее переросла в натянутые отношения между этими учёными. Ответственность за создавшуюся ситуацию может быть полностью возложена на Рэндалла. В сообщении о назначении на должность он пишет Франклин: «Поскольку экспериментальные успехи (в работе с ДНК) интересуют нас, этим будете заниматься только вы и Гослинг». Однако Рэндалл никогда не говорил Уилкинсу о его решении дать Франклин исключительные полномочия по проекту с ДНК, и Уилкинс изучил письмо только годы спустя после смерти Франклин. Позднее он написал: «Моё мнение очень чётко: Рэндалл был неправ, когда написал Розалинд, что мы со Стоксом хотим прекратить нашу работу с ДНК, без согласования с нами. После того. Как мы с Рэймондом [Гослингом] получили чёткую рентгенограмму, я очень хотел продолжить эту работу… Нелегко понять, „что произошло на самом деле“, когда такой уважаемый учёный [Рэндалл] ведёт себя как Наполеон… [но это письмо] было губительным для неё и для меня».

## Второй (1951—52) и третий этапы работы с ДНК (с 1953)
В ноябре 1951 Уилкинс получил доказательства того, что ДНК в клетках, так же как и очищенная ДНК, имеет спиральную структуру. Алекс Стокс разработал основную математическую часть теории дифракции на спиральных структурах и предположил, что рентгеновские данные Уилкинса указывают на спиральную структуру ДНК. Уилкинс встретился с Уотсоном и Криком и сообщил им о своих результатах. Вместе с дополнительными данными, которые Уотсон услышал на конференции в Королевском Колледже во время доклада Франклин, эти сведения стимулировали Уотсона и Крика на создание их первой молекулярной модели ДНК с фосфатным остовом в центре. Увидев модель предполагаемой структуры, Франклин критически отнеслась к ней, обосновывая несогласие двумя своими наблюдениями. Во-первых, эксперименты Дж. М. Галланда показали, что CO- и -NH2 группы азотистых оснований не могут быть оттитрованы, и, вероятно, недоступны для реагентов. Во-вторых, кристаллографические данные показывают, что структурные единицы ДНК постепенно разделяются при добавлении воды, приводя к образованию геля, а затем раствора. Франклин была убеждена, что простейшее объяснение этих явлений заключается в гидрофильности внешней части молекулы. Крик пытался убедить Уилкинса продолжить попытки моделирования молекулы ДНК, но Уилкинс отказался.
В начале 1952 Уилкинс начал серию экспериментов на сперме каракатицы. «Я… получил гораздо более чёткие снимки, чем в прошлом году… Когда я случайно встретил Брэгга, то показал ему рентгенограммы, которые чётко проявляли убедительные доказательства спиральной структуры ДНК… Эти снимки образцов спермы вдохновляли на дальнейшие исследования и представляли особый интерес, так как сперма — это живой объект, а не выделенная и очищенная химиками ДНК». Уилкинс был чрезвычайно заинтересован в том, дают ли живые образцы значимые дифракционные картины, и его исследования дали положительный ответ на этот вопрос. Эти снимки он отправил Фрэнсису Крику и Джеймсу Уотсону, что побудило последнего написать: «Уилкинс… получил исключительно превосходные рентгеновские снимки» [ДНК]. В то же время Уилкинс допускал возможность и неспирального строения А-формы ДНК.
В течение 1952 года Франклин также отказывалась принять участие в попытках построить модель и продолжила работу над пошаговым детальным анализом своих дифракционных данных. Весной этого же года Франклин получила от Рэндалла разрешение на перевод её должности из Королевского Колледжа в лабораторию Джона Бернала также в Лондоне (Биркбек-колледж). Однако Франклин оставалась в Королевском колледже вплоть до середины марта 1953 года.
Лайнус Полинг опубликовал предполагаемую структуру, которая оказалась неверной, так как содержала те же основные ошибки, что были допущены Уотсоном и Криком годом ранее. Некоторые британские учёные опасались, что Полинг быстро решит структуру ДНК, как только осознает свою ошибку, и расположит в модели ДНК фосфатный остов нуклеотидных цепей снаружи. 
С марта 1952 года Франклин сосредоточилась на рентгеновских данных для менее гидратированной А-формы ДНК, в то время как Уилкинс продолжал работать с В-формой. Он был в менее выигрышном положении, так как у Франклин были все хорошие образцы ДНК. Уилкинс получил новые образцы ДНК, но они были не так хороши, как оригинальные образцы, которые он получил в 1950 году и которые продолжала использовать Франклин. Большинство его новых результатов было получено на биологических образцах (например, клетках спермы, в которых процентное содержание ДНК наиболее велико по сравнению с другими клетками), для ДНК которых также предполагалась спиральная структура. В июле 1952 года Франклин сообщила ему и Стоксу, что её новейшие данные позволяют усомниться в спиральной природе А-формы.
В начале 1953 года Уотсон посетил Королевский колледж и Уилкинс показал ему высококачественный снимок дифракции рентгеновских лучей на В-форме ДНК, сейчас известный как «фотография 51», которую Франклин получила в марте 1952 года. Понимая, что Полинг работает над ДНК и предлагает модель её структуры к публикации, Уотсон и Крик сделали ещё одну попытку вывести структуру ДНК. Через Макса Перуца, своего научного руководителя, Крик получил доступ к сведениям из Королевского Колледжа, которые включали в себя полезную информацию от Франклин о свойствах ДНК, которые она вывела из данных своих рентгенографических опытов. Уотсон и Крик опубликовали свою предполагаемую структуру двойной спирали ДНК в статье в журнале Nature 25 апреля 1953. В этой статье Уотсон и Крик упомянули о том, что их «вдохновили… неопубликованные результаты и идеи» Уилкинса и Франклин.
Сотрудники Кембриджа и лабораторий Королевского колледжа согласились сообщить результаты своих смежных работ в трёх следующих статьях того же номера журнала.
Сэр Лоуренс Брэгг, директор Лаборатории Кавендиша, где работали Уотсон и Крик, сделал сообщение в Медицинской школе-госпитале имени Гая (Guy’s Hospital Medical School), Лондон, в четверг 14 мая 1953, результатом которой стала статья Ричи Колдера (Ritchie Calder) в «Ньюс Хроникл» (News Chronicle), Лондон, в пятницу 15 мая 1953, озаглавленной «Почему ты — это ты. Приближаясь к секрету жизни». Новости достигли читателей «Нью-Йорк Таймс» на следующий день; Виктор К. МакЭлени (Victor K. McElheny), в поисках материалов для написанной им биографии Уотсона, «Уотсон и ДНК: Создание научной революции», прочёл вырезку шестиполосной статьи «Нью Йорк Таймс», написанную в Лондоне и датированную 16 мая 1953 под заголовком «Форма „единицы жизни“ в клетке изучена при помощи рентгеновского излучения». Статья вышла в ранней редакции, но затем была вырезана для освобождения места для новостей, которые тогда казались более важными. Некоторое время спустя статья вышла в «Нью Йорк Таймс» от 12 июня 1953. Студенческая газета Кембриджского университета «Универ» (Varsity) также выпустила собственную короткую статью об открытии в субботу 30 мая 1953. Официальное объявление Брэгга на Сольвеевском конгрессе по белкам в Бельгии (8 апреля 1953) осталось незамеченным прессой.
Третий и самый длинный этап работы Уилкинса над структурой ДНК длился с 1953 года. Уилкинс вёл крупный проект в Королевском колледже Лондона по анализу, проверке и внесению важных изменений в модель ДНК, предложенную Уотсоном и Криком, а также по изучению структуры РНК.

## Личная жизнь
В первый раз Уилкинс женился на студентке художественного училища Руфи, когда он был в Беркли. У них родился сын. Второй раз Уилкинс женился на Патрисии Анне Чиджи в 1959 году. В этом браке родилось четыре ребёнка: Сара, Джордж, Эмили и Уильям.
В годы перед Второй мировой войной он состоял в «Антивоенной группе учёных Кембриджа». Уилкинс также был членом Коммунистической партии Великобритании, но покинул её после вторжения советской армии в Польшу в сентябре 1939. Из недавно опубликованных бумаг английских спецслужб стало известно, что Уилкинса подозревали в утечке информации об атомных секретах. Дело, опубликованное в августе 2010, показывает, что наблюдение за Уилкинсом закончилось в 1953 году.
«После войны я размышлял над тем, что буду делать дальше, так как я чувствовал отвращение в связи с двумя бомбами, сброшенными на граждан Японии», — рассказывал он в британской радиопередаче «Первое знакомство» (Encounter) в 1999 году. 
В 1992 году подписал «Предупреждение человечеству».
В 2003 году Уилкинс опубликовал автобиографию «Третий человек Двойной спирали» (The Third Man of the Double Helix).
Любопытно, что, в отличие от своих коллег Крика и Уотсона, сторонников атеистических взглядов, Уилкинс верил в Бога, по крайней мере, допускал его существование.

## Признание заслуг
С 1959 года является членом Королевского общества. В 1960 году он стал лауреатом премии Альберта Ласкера Американской ассоциации здравоохранения. В 1962 получил звание Командора Ордена Британской империи. Также в 1962 году он совместно с Уотсоном и Криком был удостоен Нобелевской премии в области физиологии и медицины за установление структуры ДНК. В речи при награждении А. В. Энгстрём из Каролинского института подчеркнул, что «открытие трехмерной молекулярной структуры дезоксирибонуклеиновой кислоты… событие чрезвычайной важности, так как дает возможность для понимания в мельчайших деталях молекулярной конструкции, которая определяет общие и индивидуальные особенности живой материи».
В субботу 20 октября 1962 года получение Нобелевской премии Джоном Кендрю и Максом Перуцом, а также Уилкинсом, Уотсоном и Криком было высмеяно в коротком скетче на Би-Би-Си телевидении в программе «Это была неделя, которая была» (That Was The Week That Was).
В 1969 Уилкинс стал Президентом-основателем английского Общества социальной ответственности в науке. 
Кроме того, Уилкинс был принят в качестве почётного члена в Американскую академию наук и искусств, а также в Американское биохимическое общество. 
В 1981 году получил звание заслуженного профессора Королевского колледжа Лондонского университета.
В 2000 году Королевский колледж Лондонского университета открыл Здание Франклин-Уилкинса в честь заслуг д-ра Франклин и профессора Уилкинса перед колледжем.
Надписи на скульптуре ДНК, установленной на территории Клэр-колледжа Кембриджского университета на средства Уотсона:
1. на основании памятника:
  - «Эти цепи расплетаются в ходе репродукции клетки. Гены закодированы последовательностью оснований».
  - «Модель двойной спирали создана благодаря работам Розалинд Франклин и Мориса Уилкинса».
2. на спиралях:
  - «Структура ДНК была установлена в 1953 году Фрэнсисом Криком и Джеймсом Уотсоном, жившим здесь в Клэре».
  - «Молекула ДНК имеет две спирально закрученные цепи, которые связаны парами оснований аденин — тимин или гуанин-цитозин».

Основанный в 2002 году Центр Молекулярных биоисследований Оклендского университета был переименован в Центр Мориса Уилкинса.